# 1945年至1946年英格蘭足總盃
1945-46球季英格蘭足總盃（英語：1945-46 FA Cup），是第65屆英格蘭足總盃，今屆賽事的冠軍是打比郡，他們在決賽以4:1（加時賽時）擊敗查爾頓，奪得冠軍。該屆賽事繼續在舊溫布萊球場舉行。
該屆是二次大戰完結後重新舉辦的首屆賽事，打比郡加時連入3球奪得冠軍。

## 外部連結
- 英格蘭足總盃官網Archive-It的存檔，存档日期2012-04-24
- 英格蘭足總盃 歷屆冠軍（页面存档备份，存于）